# Sturnira nana
Sturnira nana is een zoogdier uit de familie van de bladneusvleermuizen van de Nieuwe Wereld (Phyllostomidae). De wetenschappelijke naam van de soort werd voor het eerst geldig gepubliceerd door Gardner & O'Neill in 1971.

## Voorkomen
De soort komt voor in het zuiden van Peru.